# Per Hallström
Per Hallström (Estocolmo, 29 de setembro de 1866 – Estocolmo, 18 de fevereiro de 1960) foi um escritor sueco, autor de romances e novelas de estilo impressionista, imbuídos de pessimismo e de um sentimento místico perante a morte.

## Vida
Antes de se dedicar à escrita, Hallström trabalhou em Londres e Chicago como químico. Ele é apreciado principalmente por suas coleções de contos, como Purpur [Roxo] (1895) e Thanatos [Morte] (1900). Entre 1922 e 1946, Hallström serviu como Presidente do Comitê Nobel da Academia Sueca para o Prêmio Nobel de Literatura.
Per era avô de Anders Hallström, que também era escritor.